# پال اسلون
پال اسلون (انگلیسی: Paul Sloane؛ ۱۶ آوریل ۱۸۹۳ – ۱۵ نوامبر ۱۹۶۳) کارگردان فیلم، و فیلم‌نامه‌نویس اهل ایالات متحده آمریکا بود.
از فیلم‌های او می‌توان به گروه موسیقی وارد می‌شود، یاران و دانوب آبی اشاره کرد.